# Paige Bueckers
Paige Madison Bueckers (nascida em 20 de outubro de 2001) é uma jogadora profissional de basquete norte-americana que joga pelo Dallas Wings na Women's National Basketball Association (WNBA). Ela jogou basquete universitário pelo UConn Huskies onde levou seu time a quatro vitórias no Torneio Big East, quatro participações na Final Four e um título do Campeonato Nacional.
Apelidada de "Paige Buckets", Bueckers estudou na Hopkins High School em Minnetonka, Minnesota, e foi classificada como a melhor recruta em sua turma pela ESPN, recebendo o prêmio nacional de jogadora do ano do ensino médio. Em sua primeira temporada na UConn, Bueckers se tornou a primeira caloura a ser nomeada jogadora feminina nacional do ano e ajudou seu time a chegar ao Final Four. Ela perdeu a maior parte de sua segunda temporada e toda a terceira temporada devido a lesões no joelho, mas levou a UConn ao jogo do título nacional em 2022. Bueckers ajudou as Huskies a retornar ao Final Four como redshirt em sua terceira temporada, antes de ganhar seu primeiro campeonato nacional e receber o Troféu Wade em sua última temporada. Ela foi três vezes eleita por unanimidade para a primeira equipe All-American na faculdade e tem a maior média de pontos na carreira na histórica da UConn (19,9).
Bueckers conquistou três medalhas de ouro com os Estados Unidos em competições internacionais juvenis, incluindo a Copa do Mundo Sub-19 de 2019, onde foi nomeada Jogadora Mais Valiosa (MVP). Ela foi medalhista de ouro nos Jogos Olímpicos da Juventude no basquete 3x3 e jogou pela seleção nacional sênior de 3x3. Bueckers foi reconhecida como Atleta Feminina do Ano de 2019 pela USA Basketball.

## Biografia
Bueckers nasceu em 20 de outubro de 2001, em Edina, Minnesota, e cresceu na região vizinha de St. Louis Park. Ela começou a jogar basquete aos cinco anos de idade. Quando criança, ela também jogou beisebol como receptora, além de futebol americano e futebol, mas se dedicou ao basquete na primeira série. Bueckers tornou-se amiga do jogador da National Basketball Association (NBA) Jalen Suggs enquanto estava no ensino fundamental. Seu pai foi seu treinador de basquete até a sétima série. Bueckers se inspirou nos jogadores da NBA LeBron James e Kyrie Irving, e jogadoras da WNBA Diana Taurasi e Sue Bird. Ela cresceu torcendo para o Minnesota Lynx na WNBA.
Na sétima série, Bueckers jogou pelos times de basquete da décima série e o time júnior da Hopkins High School, em Minnetonka. Naquela época, ela também jogava o ano todo pelo North Tartan, um programa da União Atlética Amadora (AAU) que competia na Nike Elite Youth Basketball League, um circuito nacional. Bueckers cresceu 10 cm no ano anterior à sua temporada do oitavo ano. Ela se juntou ao time principal de Hopkins no oitavo ano, sob o comando do treinador Brian Cosgriff, com uma média de 8,9 pontos, 3,5 rebotes, 2,1 assistências e 1,4 roubos de bola por jogo. Ela liderou sua equipe em cestas de três pontos e ficou em segundo lugar em assistências. Hopkins terminou com um recorde de 28-3 e ficou em segundo lugar no torneio estadual Classe 4A, onde Bueckers foi nomeada para a equipe All-Tournament.

## Carreira no Ensino Médio
Bueckers teve sua primeira temporada como caloura pela Hopkins High School em 25 de novembro de 2016, marcando 28 pontos, 5 roubos de bola e 4 assistências na vitória de 74-34 contra a Osseo Senior High School. Naquele ano, ela assumiu um papel mais importante do que na temporada da oitava série e se tornou uma das principais pontuadoras e passadoras do time. Como caloura, Bueckers teve uma média de 20,8 pontos, 4,5 rebotes, 4,5 roubos de bola e 4,1 assistências por jogo, ganhando honras de primeira equipe All-Metro do Star Tribune. Ela levou Hopkins a um recorde de 31-1, com sua única derrota sendo contra a Elk River High School no campeonato estadual da Classe 4A. Bueckers entrou para equipe All-Tournament da Classe 4A.

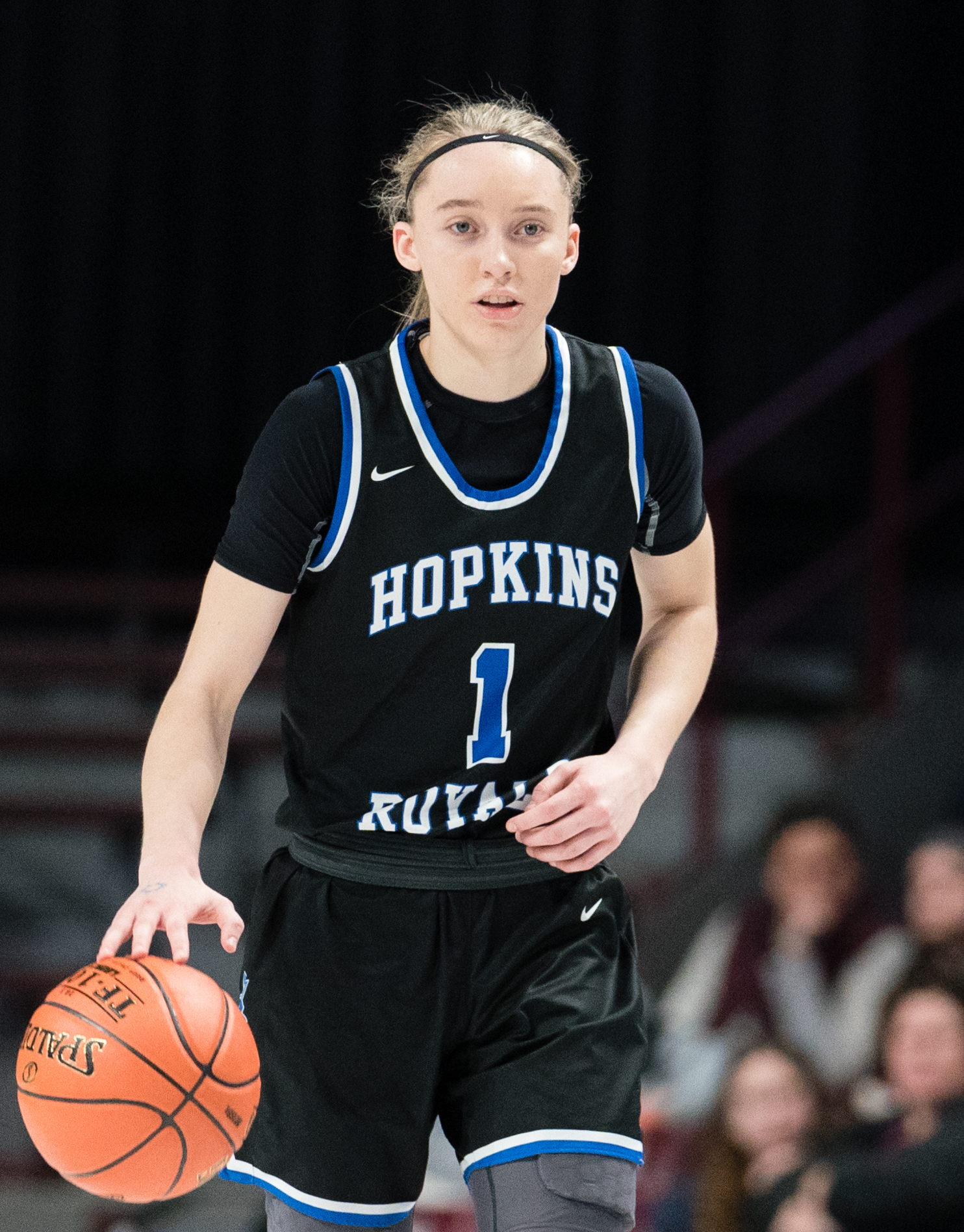
Bueckers jogando pela Hopkins High School em uma partida dos playoffs estaduais em 2020.

Em janeiro de 2018, em seu segundo ano, Bueckers ficou fora de quadra devido a uma lesão no tornozelo que havia a incomodado nos dois primeiros meses da temporada. Ela terminou a temporada com uma média de 22,3 pontos, 6,8 assistências e 5,9 rebotes por jogo. Bueckers ajudou Hopkins a alcançar um recorde de 28-4, mas sofreu sua terceira derrota consecutiva no final do campeonato estadual da Classe 4A, apesar de liderar a pontuação com 37 pontos. Ela foi nomeada Jogadora Metropolitana do Ano pelo Star Tribune, tornando-se a primeira estudante de segundo ano a ganhar o prêmio desde sua criação 34 anos antes.
Em 1 de fevereiro de 2019, Buecker, então no terceiro ano do ensino médio, marcou 43 pontos, o recorde de sua carreira, na vitória de 69-66 contra a Wayzata High School, ultrapassando a marca de 2.000 pontos na carreira. Em 16 de março, apesar de estar doente e ter vomitado mais cedo no dia, ela marcou 13 pontos, 7 assistências, 5 rebotes e 5 roubos de bola, ajudando sua equipe a vencer o campeonato estadual da Classe 4A, com 74-45 contra a Stillwater Area High School. Hopkins terminou a temporada com um recorde de 32-0. Bueckers teve uma média de 24,4 pontos, 5,1 assistências, 4,9 rebotes e 4,6 roubos de bola por jogo, repetindo o título de Jogadora Metropolitana do Ano pelo Star Tribune e Jogadora do Ano da Gatorate de Minnesota. Ela foi uma das três finalistas do prêmio Jogadora Nacional do Ano da Gatorade. Naquele ano, Bueckers transferiu-se para o programa AAU Minnesota Metro Stars, seguindo sua ex-treinadora da North Tartan, Tara Starks. Em agosto de 2019, ela foi nomeada Jogadora do Ano da AAU pela Prep Girls Hoops.
Em 29 de janeiro de 2020, durante sua última temporada, Bueckers se tornou a primeira jogadora do ensino médio a aparecer na capa da revista Slam. No final da temporada, ela sofreu uma lesão por estresse na perna direita devido ao uso excessivo. Bueckers às vezes usava uma bota ortopédica como medida preventiva, teve sua participação nos treinos limitada e ficou de fora do primeiro jogo do torneio estadual. Ela levou Hopkins à final do campeonato estadual da Classe 4A, que foi cancelada em 13 de março em meio a pandemia de COVID-19. Bueckers foi escolhida para jogar no McDonald's All-American Game e no Jordan Brand Classic, mas ambos foram cancelados devido à pandemia. Ela teve uma média de 21,4 pontos, 9,4 assistências, 5,4 roubos de bola e 5 rebotes por jogo, levando Hopkins a mais uma temporada invicta e 62 vitórias consecutivas. Bueckers foi novamente homenageada como Jogadora Metropolitana do Ano pelo Star Tribune, tornando-se a primeira a vencer o prêmio três vezes. Ela foi nomeada Atleta Feminina do Ensino Médio do Ano da Gatorade, Jogadora Nacional do Ano da Gatorade, Naismith Prep Player of the Year Award, Morgan Wootten Jogadora Nacional do Ano e Miss Basquete de Minnesota. Bueckers terminou como líder de pontos (2.877), assistências (795) e roubos de bola (574) de todos os tempos em Hopkins.
Bueckers foi considerada uma das melhores jogadoras da história do basquete feminino do ensino médio de Minnesota. Durante sua última temporada, o colunista do Star Tribune, Chip Scoggins, comparou sua influência no estado à de Lindsay Whalen: "Uma geração de meninas — agora jovens mulheres — em toda região metropolitana de Minneapolis-Saint Pault e no estado de Minnesota cresceu idolatrando [Whalen] como uma estrela do basquete. Bueckers está causando o mesmo impacto em uma nova geração de meninas."

### Recrutamento
Bueckers foi uma recruta cinco estrelas e classificada como a jogadora número um da turma de 2020 pela ESPN. Na oitava série e aos 14 anos, ela recebeu ofertas de bolsas de estudos de programas de basquete de Divisão I da NCAA em Minnesota, Iowa State e Illinois. Em 1 de abril de 2019, Bueckers anunciou seu compromisso com a Universidade de Connecticut. As outras instituições que ela estava considerando eram Notre Dame, Oregon State, Oregon, UCLA, Minnesota, Carolina do Sul, Maryland, Texas e Duke. Em 13 de novembro, Bueckers assinou uma Carta Nacional de Intenção com a UConn. Ela se tornou a 11ª recruta número um a assinar e frequentar a UConn desde 1998. Bueckers sentiu-se atraída pela UConn porque acreditava que o treinador Geno Auriemma iria maximizar seu talento e devido à reputação e entusiasmo da universidade pelo basquete feminino. Ela também acreditava que poderia ter um papel importante de imediato na UConn, com a formatura da armadora Crystal Dangerfield, e foi atraída pelo estilo de jogo voltado para o trabalho em equipe.

## Carreira Universitária

### 2020-21: Primeira Temporada
Ao iniciar sua primeira temporada na UConn, as publicações esportivas descreveram Bueckers como a recruta mais badalada do programa desde Breanna Stewart em 2012. Diferente de Stewart e outras ex-estrelas da UConn, ela se tornou a líder de seu time desde o início de sua carreira universitária. Megan Walker, a principal pontuadora da UConn no ano anterior, optou por abrir mão de sua última temporada para entrar no draft de 2020 da WNBA, deixando o timo de 2020-21 sem nenhuma jogadora veterana. Bueckers foi selecionada por unanimidade como a Rookie do Ano da Pré-Temporada da Big East pelos treinadores da liga.
Em 12 de dezembro de 2020, Bueckers fez sua estreia universitária pela UConn, marcando 17 pontos, 9 rebotes, 5 assistências e 5 roubos de bola em uma vitória de 79-23 contra UMass Lowell. Em 21 de janeiro de 2021, ela fez uma cesta de três pontos nos 25 segundos finais para ajudar a derrotar o rival Tennessee por 67-61, apesar de ter acertado apenas 3 de 14 arremessos de quadra, marcando 9 pontos, seu menor número da temporada. No final do jogo, Bueckers torceu o tornozelo, o que a impediu de disputar a partida seguinte contra Georgetown. Em 3 de fevereiro, ela marcou 32 pontos e 7 assistências, seu melhor desempenho da temporada, na vitória de 94-62 contra St. John's de Nova Iorque. Foi o melhor desempenho de uma caloura da UConn desde Tina Charles em 2007. Dois dias depois, ela marcou 30 pontos na vitória de 87-58 contra Marquette. Em sua próxima partida, Bueckers registrou 31 pontos, 6 roubos de bola e 5 assistências, marcando os últimos 13 pontos de sua equipe, em uma vitória de 63-59 na prorrogação contra a Carolina do Sul, a equipe número um na AP Poll. Ela se tornou a primeira jogadora na história do programa a ter três jogo consecutivos com 30 pontos. Em 27 de fevereiro, Bueckers marcou 20 pontos, um recorde do programa com 14 assistências e 7 rebotes na vitória de 97-68 contra Butler. Depois de levar a UConn ao título da temporada regular da Big East, ela foi nomeada Jogadora do Ano da Big East e, por unanimidade, Caloura do Ano da Big East, juntando-se a Maya Moore como as únicas jogadoras a ganhar os dois prêmios na mesma temporada. Ela também foi selecionada por unanimidade para a primeira equipe All-Big East e para a equipe All-Freshman da Big East. Em 8 de março, Bueckers marcou 23 pontos, 6 rebotes e 4 assistências na vitória de 73-39 sobre Marquette na final do torneio da Big East. Ela foi nomeada jogadora de maior destaque (MOP) do torneio.
Em 21 de março, Bueckers registrou 24 pontos, 9 rebotes, 6 assistências e 4 roubos de bola na vitória de 102-59 contra o 16º colocado High Point na primeira rodada do torneio da NCAA de 2021. Seus 24 pontos foram os maiores marcados por uma jogadora da UConn em sua estreia no torneio. Bueckers marcou 28 pontos, o maior número do jogo, na vitória de 69-67 contra o segundo colocado Baylor nas quartas de finais, ajudando a UConn a chegar à sua 13ª Final Four consecutiva. Ela foi reconhecida como MOP da River Walk Regional. Na Final Four, a UConn foi derrotada pela terceira colocada Arizona por 69-59, terminando a temporada com um recorde de 28 vitórias e 2 derrotas. Bueckers foi nomeada para a equipe All-Tournament Final Four. Ela ganhou todos os prêmios de jogadora nacional do ano para os quais era elegível — Jogadora do Ano da AP, Naismith College Player of the Year, Jogadora Nacional do Ano da USBWA e o Prêmio John R. Wooden — tornando-se a primeira caloura a receber qualquer um desses prêmios. Bueckers foi eleita por unanimidade para a primeira equipe All-American, recebendo honras de primeira equipe All-American da AP e da USBWA, e integrou a equipe All-American da Associação de Treinadores de Basquete Feminino (WBCA). Ela foi a primeira caloura a ganhar o Prêmio Nancy Lieberman como a melhor armadora do país. Bueckers dividiu dois importantes prêmios de caloura do ano da Divisão I da NCAA com Caitlin Clark, de Iowa: o Prêmio Tamika Catchings, concedido pela USBWA, e o prêmio de Caloura do Ano da WBCA. Em sua primeira temporada, Bueckers teve uma média de 20 pontos, 5,8 assistências, 4,9 rebotes e 2,3 roubos de bola por jogo, com 46,4% de aproveitamento de cestas de três pontos. Bueckers registrou 168 assistências, o maior número registrado por uma caloura na história do programa, apesar da temporada ter sido encurtada devido à pandemia de COVID-19. Em julho de 2021, ela ganhou o ESPY Awards de Melhor Atleta Feminina Universitária. Analistas consideram a temporada de caloura de Bueckers uma das melhores da história da UConn e da NCAA.
Bueckers foi nomeada para Lista de Honra do Reitor em seu primeiro ano, o que exigia um GPA (média geral) de pelo menos 3,72, e se envolveu em causas de justiça social.

### 2021-22: Segunda Temporada
Em 30 de abril de 2021, Bueckers passou por uma cirurgia no tornozelo direito para corrigir um defeito osteocondral, um dano articular que envolve o osso e a cartilagem. Ela não pôde treinar durante a maior parte do intervalo entre temporadas enquanto se recuperava da cirurgia, mas foi liberada para retornar em outubro. Bueckers entrou em sua segunda temporada como escola unânime para o prêmio de Jogadora do Ano da Pré-Temporada da Big East e para a equipe All-American da AP na pré-temporada. Entre as calouras da UConn estava Azzi Fudd, recruta número um da turma de 2021 e amiga próxima de Bueckers.
Bueckers fez sua estreia na temporada em 14 de novembro de 2021, marcando 24 pontos, 6 rebotes e 4 assistências na vitória de 95-80 contra o Arkansas. Ela igualou o recorde estabelecido por Kerry Bascom em 1989 de pontos marcados em uma estreia de temporada. Em 5 de dezembro, Bueckers lesionou o joelho esquerdo enquanto driblava a bola pela quadra, faltando 40 segundos para o fim de uma vitória por 73-54 contra Notre Dame, e teve que ser carregada para fora da quadra por suas companheiras de equipe. Uma ressonância magnética e uma tomografia computadorizada revelaram que ela sofreu uma fratura no platô tibial, com um período de recuperação estimado de 6 a 8 semanas. Em 13 de dezembro, Bueckers passou por uma cirurgia para reparar a fratura e uma lesão no menisco lateral que não havia sido divulgada anteriormente. A previsão era de mais oito semana de afastamento. Durante a ausência de Bueckers, a UConn teve um desempenho de 15 vitórias e 4 derrotas e saiu brevemente do top 10 da AP Poll pela primeira vez desde 2005. As sequências de 240 vitórias consecutivas contra times não classificados e de 169 vitórias consecutivas contra adversários da conferência terminaram com derrotas para Georgia Tech e Villanova, respectivamente.
Bueckers foi liberada para retornar na partida contra St. John's em 25 de fevereiro de 2022. Ela saiu do banco pela primeira vez em sua carreira e marcou 8 pontos, jogando apenas 13 minutos devido a uma restrição de tempo, na vitória de 93-38. Bueckers continuou a receber tempo de jogo limitado até o torneio da NCAA, e a UConn venceu o torneio Big East, apesar de ela ter marcado apenas 2 pontos na partida do campeonato contra Villanova. Sua produção ofensiva também diminuiu em relação ao período anterior à lesão. Em 28 de março, nas quartas de final do torneio da NCAA, Bueckers levou sua equipe a uma vitória de 91-87 na prorrogação dupla contra a primeira colocada NC State, e UConn chegou à sua 14ª Final Four consecutiva. Ela marcou 27 pontos, o maior número da partida, com 10-15 arremessos de campo, incluindo 15 pontos nas duas prorrogações (4-5 de campo e 6-6 da linha de lance livre) e foi nomeada MOP da Bridgeport Regional. No Final Four, Bueckers marcou 14 pontos, 5 assistências e 4 rebotes na vitória de 63-58 contra Stanford, a equipe melhor classificada e atual campeã. Na derrota de 64-49 para a Carolina do Sul, a melhor classificada, na final do campeonato nacional, Bueckers foi a única jogadora da UConn a marcar dois dígitos, com 14 pontos e 6 rebotes, e foi nomeada para a equipe Final Four All-Tournament. Bueckers foi selecionada para a Menção Honrosa AP All-American. Como estudante de segundo ano, ela teve uma média de 14,6 pontos, 4 rebotes e 3,9 assistências por jogo.
Além de suas conquistas esportivas, Bueckers foi novamente nomeada para Lista de Honra do Reitor no primeiro semestre de seu segundo ano.

### 2022-23: AnoRedshirt
Em 3 de agosto de 2022, a UConn anunciou que Bueckers havia rompido o ligamento cruzado anterior (LCA) do joelho esquerdo durante uma partida amistosa em 1 de agosto e perderia toda a temporada de 2022-23. Ela recebeu mais um ano de elegibilidade universitária após ficar fora da temporada (redshirt). Em 1 de setembro, Bueckers anunciou que voltaria à UConn para temporada 2023-24, em vez de se candidatar ao draft da WNBA de 2023, para o qual ela era elegível. Na sua ausência, a equipe terminou a temporada 2022-23 com um recorde de 31-6, vencendo a temporada regular da Big East e os títulos do torneio. A UConn perdeu pra Ohio State nas oitavas de final do torneio da NCAA, marcando a primeira vez que não chegou no Final Four desde 2008.

### 2023-24: Terceira Temporada
Em 9 de agosto de 2023, Bueckers anunciou que estava totalmente liberada para retornar às quadras; dois meses antes, ela havia sido liberada para todas as atividades, exceto para jogos cinco contra cinco. Ao iniciar sua terceira temporada, ela foi nomeada All-American da pré-temporada pela AP e Jogadora do Ano da Pré-Temporada da Big East. Em 8 de novembro, Bueckers fez sua estreia na temporada, marcando 8 pontos, 7 rebotes e 4 assistências em 21 minutos na vitória de 102-58 contra Dayton. Em 16 de novembro, ela marcou 31 pontos na derrota de 78-67 contra UCLA, segunda colocada na AP, no Cayman Islands Classic. Bueckers empatou com Maya Moore como a jogadora mais rápida da história da UConn a atingir 1.000 pontos na carreira (55 jogos) em 10 de dezembro, marcando 26 pontos na vitória de 76-64 contra Carolina do Norte, nº 24 na AP. Em 17 de janeiro de 2024, ela marcou 32 pontos e 7 rebotes, o melhor desempenho da temporada, na vitória de 83-59 contra Seton Hall. No final da temporada regular, Bueckers foi nomeada Jogadora do Ano da Big East e foi selecionada por unanimidade para a primeira equipe all-conference. Ela ajudou a UConn a vencer o torneio Big East, onde foi nomeada MOP após marcar 27 pontos e 5 bloqueios na vitória de 78-42 contra Georgetown na final. Na segunda rodada do torneio da NCAA de 2024, Bueckers empatou seu recorde da temporada com 32 pontos, além de registrar 10 rebotes, 6 assistências e 4 roubos de bola, na vitória de 72-64 contra Syracuse. Nas oitavas de final, ela marcou 28 pontos, 10 rebotes e 6 assistências na vitória de 80-73 contra USC, conquistando o prêmio de MOP da Portland 3 Regional. Ela marcou 17 pontos na derrota de 71-69 contra Iowa no Final Four.
Pela segunda vez, Bueckers foi eleita por unanimidade para a primeira equipe All-American, selecionada para a equipe All-American dos treinadores da WBCA e ganhando o reconhecimento de primeira equipe All-American da AP e USBWA. Em 16 de fevereiro de 2024, ela anunciou que voltaria à UConn para a temporada de 2024-25, apesar de ser projetada como uma das três primeiras escolhas do draft da WNBA de 2024.

### 2024-25: Última Temporada
Em sua última temporada na UConn, Bueckers levou as Huskies a uma temporada invicta na Big East (18-0), ao título do Torneio Big East e, finalmente, ao seu 12º título nacional da NCAA. Bueckers teve uma média de 19,9 pontos, 4,6 assistências, 4,4 rebotes, 2,1 roubos de bola e 0,8 bloqueios por jogo nos 38 que disputou.
Bueckers iniciou sua última temporada como All-American da pré-temporada pela AP e Jogadora do Ano da Pré-Temporada da Big East. Em 7 de novembro de 2024, ela iniciou sua temporada com 13 pontos, 7 assistências e 5 roubos de bola na vitória de 86-32 contra a Universidade de Boston. Oito dias depois, Bueckers marcou 29 pontos, incluindo 16 no primeiro quarto, na vitória de 69-58 contra Carolina do Norte, nº 14 na AP. Em 27 de novembro, ela marcou 29 pontos novamente, levando a UConn à vitória por 73-60 contra Ole Miss, nº 18 na AP, na final do Campeonato Baha Mar. Bueckers sofreu uma torção no joelho esquerdo após colidir com uma jogadora adversária na partida contra Villanova em 5 de janeiro de 2025 e ficou fora das duas partidas seguintes de sua equipe. Ao marcar 18 pontos contra Seton Hall em 19 de janeiro, ela se tornou a jogadora mais rápida da história do programa a atingir 2.000 pontos em sua carreira após 102 partidas. Em 16 de fevereiro, Bueckers marcou 12 pontos e 10 assistências, seu primeiro duplo duplo da temporada, ajudando a UConn a derrotar a Carolina do Sul, quarta colocada na AP, por 87-58. Durante seu último jogo da temporada, ela foi induzida ao Huskies of Honor, um programa que homenageia jogadores All-American da UConn. Bueckers recebeu o prêmio de Jogadora do Ano da Big East pela terceira vez em sua carreira e foi nomeada por unanimidade para a primeira equipe All-Big East. Na final do torneio Big East de 2025, ela marcou 24 pontos e 8 rebotes na vitória de 70-50 contra Creighton. Ela se tornou a primeira jogadora a ganhar o prêmio MOP do torneio Big East três vezes.
Bueckers iniciou o torneio da NCAA contra Arkansas State na primeira rodada e marcou 11 pontos na vitória de 103-34. Na segunda rodada do torneio, ela marcou 34 pontos na vitória de 91-57 contra South Dakota State. Nas oitavas de final, ela marcou 40 pontos, o recorde de sua carreira, incluindo 29 no segundo tempo, na vitória de 82-59 contra Oklahoma. Ela se tornou a quarta jogadora da UConn a marcar pelo menos 40 pontos em um jogo e a primeira a fazer isso no torneio da NCAA. Nas quartas de final, Bueckers marcou 31 pontos e 6 assistências, levando sua equipe à vitória com 78-64 contra USC e foi nomeada MOP da Spokane 4 Regional. Ela empatou seu próprio recorde do programa com três jogos consecutivos com 30 pontos, marcando um total de 105 pontos, o maior número de uma jogadora da UConn em três jogos. Bueckers conquistou seu primeiro campeonato nacional, marcando 17 pontos na vitória de 82-59 contra a Carolina do Sul no jogo pelo título em 6 de abril de 2025. Ela ultrapassou Maya Moore como a jogadora da UConn com mais pontos na carreira no torneio da NCAA e passou para terceiro lugar entre todas as jogadoras. Bueckers foi eleita por unanimidade para a primeira equipe All-American pela terceira vez em sua carreira, recebeu o Troféu Wade como a melhor jogadora da Divisão I da NCAA e ganhou seu segundo Prêmio Nancy Lieberman como melhor armadora da Divisão I. Ela terminou sua carreira como a maior média de pontos (19,9) e o terceiro maior número de pontos (2.439) na história do programa. Em 5 de maio, Bueckers foi anunciada como a vencedora do Honda Sports Award de 2025.
Em 28 de março de 2025, Bueckers anunciou que entraria no draft da WNBA de 2025. Ela foi projetada como a primeira escolha geral no draft por muitas publicações.

## Carreira Profissional

### WNBA

#### Dallas Wings (2025 - presente)
Bueckers foi selecionada como a primeira escolha geral no draft da WNBA de 2025 pelo Dallas Wings. Em 16 de maio de 2025, ela fez sua estreia na temporada regular, marcando 10 pontos na derrota de 112-78 para o Minnesota Lynx. Cinco dias depois, Bueckers teve seu primeiro duplo duplo na carreira, com 12 pontos e 10 assistências na derrota de 85-81 para o Lynx. Em 27 de maio de 2025, Bueckers ajudou o Wings a conquistar sua primeira vitória da temporada. acumulando 21 pontos e 7 assistências contra o Connecticut Sun em um retorno ao seu antigo território universitário. Bueckers superou seu recorde anterior em 11 de junho, marcando 35 pontos em 13/19 arremessos de campo (5/7 cestas de três pontos), apesar da derrota para o Phoenix Mercury. Foi sua primeira aparição em quatro jogos enquanto estava em protocolo de concussão e lidando com uma doença.
Bueckers se tornou a jogadora mais rápida da liga a atingir 200 pontos, 50 rebotes e 50 assistências. Em 30 de junho, ela foi selecionada para jogar no All-Star Game da WNBA de 2025, tornando-se a oitava rookie da WNBA a ser nomeada titular do All-Star.
Em 3 de julho, Bueckers foi nomeada como Rookie do Mês de junho, após registrar uma média de 21,6 pontos, 4,1 rebotes, 5,0 assistências, 1,7 roubos de bola e 0,9 bloqueios por jogo.
Em 4 de agosto, pelo segundo mês consecutivo, Bueckers foi nomeada a Rookie do Mês de julho, após registrar uma média de 18,2 pontos, 5,2 assistências e 1,8 roubos de bola por jogo. Em 15 de agosto, na derrota de 97-96 contra o Los Angeles Sparks, Bueckers marcou 29 pontos, 5 assistências e 4 rebotes, quebrando o recorde de assistências de uma rookie do Wings com sua  143ª assistência do ano e se tornando a rookie mais rápida da história da WNBA a alcançar 500 pontos e 100 assistências.

### Unrivaled
Em 13 de abril de 2025, a ESPN informou que Bueckers havia assinado um contrato de três anos com a liga de basquete 3x3 Unrivaled. O primeiro ano de seu contrato com a Unrivaled supostamente lhe renderá mais do que todo o seu contrato de quatro anos como rookie na WNBA.

## Carreira na Seleção

### Seleção Nacional Júnior
Bueckers representou os Estados Unidos na AmeriCup Sub-16 da FIBA de 2017 em Buenos Aires, Argentina. Em cinco jogos, ela teve uma média de 11 pontos, 3 roubos de bola, 2,8 rebotes e 2,2 assistências por jogo, ajudando sua equipe a conquistar a medalha de ouro. Bueckers jogou na Copa do Mundo Feminina Sub-17 da FIBA de 2018 em Minsk, Bielorrússia. Em sete jogos. teve uma média de 9,7 pontos, 4,7 assistências e 3,6 rebotes por jogo, liderando o torneio na relação assistências/perdas de bola com 4,13. Bueckers levou os Estados Unidos à medalha de ouro após marcar 8 pontos e 10 assistências contra a França na final.
Na Copa do Mundo Feminina de Basquete Sub-19 da FIBA de 2019 em Bangkok, Tailândia, Bueckers teve uma média de 11,6 pontos, 4,1 rebotes e 5,4 assistências por jogo, a maior média do torneio. Ela marcou 17 pontos, 8 rebotes e 5 assistências na vitória de 74-70 na prorrogação contra a Austrália para a medalha de ouro. Bueckers foi nomeada MVP e integrou a equipe All-Tournament. Em 10 de dezembro de 2019, ela foi homenageada como Atleta Feminina do Ano pela USA Basketball.

### Basquete 3x3
Em outubro de 2018, Bueckers conquistou a medalha de ouro para os Estados Unidos no basquete 3x3 nos Jogos Olímpicos de Verão da Juventude em Buenos Aires, ajudando sua equipe a vencer todas as sete partidas. Ela foi a integrante mais jovem da seleção nacional sênior dos Jogos Mundiais de Praia de 2019 em Doha, no Catar, em uma convocação que contava com as jogadoras da WNBA Napheesa Collier e Jackie Young. Bueckers teve uma média de 6,5 pontos por jogo, a segunda maior da equipe, com os Estados Unidos perdendo para o Brasil nas quartas de final e terminando em quinto lugar.

## Perfil da Jogadora
Com 1,83 m de altura, Bueckers costuma jogar como armadora, embora na temporada 2023-24 ela tenha começado como ala-pivô devido à falta de alas disponíveis na UConn. Os analistas elogiam seu tamanho, rapidez e agilidade. Bueckers, que se descreve como uma jogadora que coloca o passe em primeiro lugar, é elogiada por seu passes, visão de jogo e capacidade de ler a defesa. A analista Monica McNutt a chamou de "provavelmente uma das melhores articuladoras do jogo". Como pontuadora, Bueckers é conhecida pelo seu jogo de meia distância e também pontua com eficiência na cesta e na linha de três pontos. Seu arremesso em suspensão tem sido descrito como sua jogada característica, sendo comparada a Sue Bird pelo treinador adjunto da UConn, Chris Dailey. Seu estilo de jogo tem sido comparado ao de Diana Taurasi, devido ao seu tamanho, confiança e habilidade de pontuação, embora o treinador da UConn, Geno Auriemma, também tenha mencionado várias semelhanças entre ela e Breanna Stewart. Bueckers usa Taurasi e Kyrie Irving como modelos para seu jogo.
Desde o ensino médio, Bueckers tem sido considerada um talento geracional por analistas e treinadores, incluindo a treinadora da Carolina do Sul, Dawn Staley, e a treinadora do Minnesota Lynx, Cheryl Reeve. Em sua primeira temporada na UConn, ela foi proclamada "a próxima grande estrela do basquete" pelo USA Today.
Bueckers conquistou respeito amplo por sua humildade, mentalidade de priorizar o time e liderança expressiva. Colegas de equipe e treinadores a elogiam por promover uma cultura forte no vestiário, orientar jogadoras mais jovens e aceitar os holofotes com gratidão e elegância.

## Estatísticas da Carreira

### WNBA
| Negrito | Melhor da carreira |
|         | Recorde da WNBA    |

#### Temporada regular
| Ano                                                       | Equipe       | GP | GS | MPG  | FG%  | 3P%  | FT%  | RPG | APG | SPG | BPG | TO  | PPG  |
| --------------------------------------------------------- | ------------ | -- | -- | ---- | ---- | ---- | ---- | --- | --- | --- | --- | --- | ---- |
| 2025                                                      | Dallas Wings | 28 | 28 | 34.0 | .458 | .310 | .880 | 4.1 | 5.4 | 1.7 | 0.5 | 2.1 | 18.8 |
| Carreira                                                  | Carreira     | 28 | 28 | 34.0 | .458 | .310 | .880 | 4.1 | 5.4 | 1.7 | 0.5 | 2.1 | 18.8 |
| All-Star                                                  | All-Star     | 1  | 1  | 21.5 | .333 | .200 | 1.00 | 2.0 | 8.0 | 0.0 | 0.0 | 0.0 | 6.0  |
| Fonte: Sports Reference \| Última atualização: 18/08/2025 |              |    |    |      |      |      |      |     |     |     |     |     |      |

### Carreira Universitária
| Negrito | Melhor da carreira                                                 |
| *       | Indica as temporadas em que Bueckers ganhou um Campeonato da NCAA. |

| Ano                     | Equipe   | GP                           | GS                           | MPG                          | FG%                          | 3P%                          | FT%                          | RPG                          | APG                          | SPG                          | BPG                          | TO                           | PPG                          |
| ----------------------- | -------- | ---------------------------- | ---------------------------- | ---------------------------- | ---------------------------- | ---------------------------- | ---------------------------- | ---------------------------- | ---------------------------- | ---------------------------- | ---------------------------- | ---------------------------- | ---------------------------- |
| 2020-21                 | UConn    | 29                           | 29                           | 36.1                         | .524                         | .464                         | .869                         | 4.9                          | 5.8                          | 2.3                          | 0.4                          | 2.5                          | 20.0                         |
| 2021-22                 | UConn    | 17                           | 13                           | 29.2                         | .544                         | .353                         | .714                         | 4.0                          | 3.9                          | 1.5                          | 0.6                          | 1.7                          | 14.6                         |
| 2022-23                 | UConn    | Não jogou devido a uma lesão | Não jogou devido a uma lesão | Não jogou devido a uma lesão | Não jogou devido a uma lesão | Não jogou devido a uma lesão | Não jogou devido a uma lesão | Não jogou devido a uma lesão | Não jogou devido a uma lesão | Não jogou devido a uma lesão | Não jogou devido a uma lesão | Não jogou devido a uma lesão | Não jogou devido a uma lesão |
| 2023-24                 | UConn    | 39                           | 39                           | 31.9                         | .530                         | .416                         | .834                         | 5.2                          | 3.8                          | 2.2                          | 1.4                          | 1.5                          | 21.9                         |
| 2024-25*                | UConn    | 38                           | 38                           | 30.3                         | .534                         | .419                         | .889                         | 4.4                          | 4.6                          | 2.1                          | 0.8                          | 1.3                          | 19.9                         |
| Carreira                | Carreira | 123                          | 119                          | 32.0                         | .531                         | .423                         | .850                         | 4.7                          | 4.6                          | 2.1                          | 0.8                          | 1.7                          | 19.8                         |
| Fonte: Sports Reference |          |                              |                              |                              |                              |                              |                              |                              |                              |                              |                              |                              |                              |

## Fora da Quadra

### Vida Pessoal

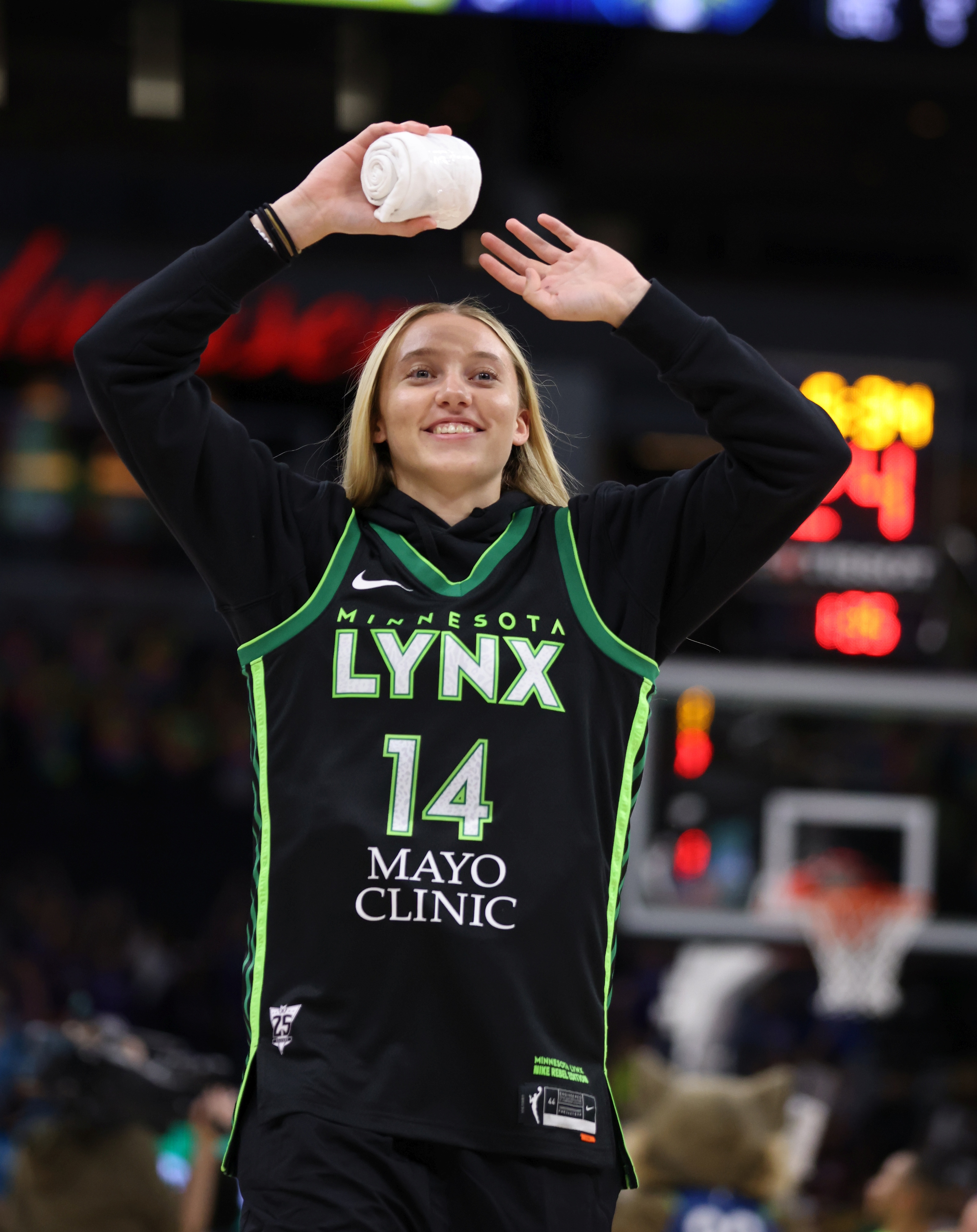
Bueckers em um jogo do Minnesota Lynx em 2023.

O pai de Bueckers, Bob Bueckers, é engenheiro de software e jogou basquete no ensino médio como armador. Sua mãe, Amy Fuller (nascida Dettbarn), representou a Universidade St. Thomas em cross country e atletismo. Quando Bueckers tinha três anos, seus pais se divorciaram. Ela ficou com o pai, enquanto a mãe se casou novamente com Brian Fuller e se mudou para Billings, Montana. Seu pai também iniciou um novo relacionamento e, mais tarde, teve um filho, Drew. Bueckers tem outro irmão mais novo, Ryan, e uma irmã mais nova, Lauren.
Ela é cristã e atribui sua confiança e sucesso na quadra de basquete a Deus.
Ela organizou uma clínica de basquete beneficente chamada "Buckets with Bueckers" para jovens atletas de Minnesota e Montana.
Bueckers manifestou seu apoio ao movimento Black Lives Matter, em parte porque seu meio-irmão, Drew é birracial. Ela participou de marchas pela justiça racial após o assassinato de George Floyd em seu estado natal, Minnesota. Durante seu discurso de agradecimento no ESPY Awards de 2021, Bueckers celebrou e homenageou mulheres negras, chamando a atenção para o que ela disse ser disparidades raciais na cobertura da mídia sobre jogadoras de basquete feminino.
Em 2025, Bueckers confirmou que está namorando sua ex-companheira de equipe da UConn, Azzi Fudd. As duas são amigas próximas desde os 16 anos, quando competiam entre si pela posição de armadora titular da seleção nacional de basquete feminino sub-16 dos Estados Unidos.

### Interesses Comerciais
Bueckers é representada pela agente Lindsay Kagawa Colas, da Wasserman. Ela assinou com a Wasserman como cliente de nome, imagem e semelhança (NIL) em agosto de 2021, certa de um mês depois que a NCAA permitiu que estudantes-atletas fossem remunerados pelo uso de seu NIL. Descrita como "rosto do NIL" do basquete feminino pela The Athletic em 2022, analistas do setor projetaram ela como tendo um dos maiores potenciais de ganhos com o NIL entre os atletas universitários, devido ao seu sucesso no basquete e ao grande número de seguidores nas redes sociais. Em 4 de abril de 2022, sua conta no Instagram atingiu um milhão de seguidores, tornando-a, segundo relatos, a primeira jogadora universitária de basquete feminino a atingir esse número. Ela também foi a primeira vencedora do prêmio Melhor Atleta NIL do Ano, concedido pelo Sports Business Journal.
Em novembro de 2021, Bueckers assinou seus dois primeiros grandes contratos de patrocínio com a StockX e Gatorade, tornando-se a primeira atleta universitária a assinar com a Gatorade. Em 6 de setembro de 2023, Bueckers assinou um contrato de vários anos com a Nike; como parte do acordo, ela promoveu o novo tênis GT Hustle 2. Bueckers também tem uma versão especial do GT Hustle 3, tornando-se a primeira atleta universitária a ter seu próprio tênis Nike. Ela também assinou contratos com a Crocs, Bose e Nerf. Ela é consultora da Overtime Select, uma liga de basquete criada pela empresa de mídia esportiva Overtime para jogadoras do ensino médio.
O sucesso de Bueckers em termos de pontuação rendeu-lhe o apelido "Paige Buckets". Em 13 de julho de 2021, ela registrou a marca do apelido para uso em roupas esportivas, como camisetas, calças, jaquetas, calçados, bonés e uniformes.
Em agosto de 2024, foi anunciado que Bueckers havia assinado um contrato NIL com a liga de basquete 3x3 Unrivaled, com planos de fazer sua estreia na temporada de 2026.

### Filantropia
Bueckers criou a Paige Bueckers Foundation.
Em 7 de fevereiro de 2022, ela anunciou uma parceria com Cash App, por meio da qual inaugurou a Paige Bueckers Foundation, com o objetivo de promover a justiça social e criar oportunidades para famílias e crianças. Em 31 de março, Bueckers se tornou a primeira estudante-atleta embaixadora da marca Chegg. Trabalhando com a filial sem fins lucrativos da Chegg, ela fez uma parceria com a empresa de combate à fome Goodr para organizar um mercado pop-up gratuito em Minneapolis para lidar com a insegurança alimentar entre estudantes universitários. No ano seguinte, ela abriu outra loja na Hopkins West Junior High School, onde havia estudado.

### Influência
Bueckers é reconhecida como uma influenciadora no basquete, na moda e na cultura. Durante sua última temporada, o colunista do Star Tribune, Chip Scoggins, comparou sua influência no estado com à de Lindsay Whalen, escrevendo: "Uma geração de meninas — agora jovens mulheres — em toda região metropolitana de Minneapolis-Saint Pault e no estado de Minnesota cresceu idolatrando [Whalen] como uma estrela do basquete. Bueckers está causando o mesmo impacto em uma nova geração de meninas." Em 2022, Bueckers foi nomeada para a lista 40 Under 40 da Fortune, que homenageia jovens influentes nos negócios, e para a lista 40 Under 40 de Esportes Universitários da The Athletic, que reconhece os jovens mais influentes na indústria dos esportes universitários. Em 16 de maio de 2025, dia da estreia de Bueckers na WNBA, sua cidade natal, Hopkins, Minnesota, renomeou-se "Paige Bueckers, Minnesota" por um dia.

## Ligações Externas
- Paige Bueckers no X
- Paige Bueckers no Instagram
- Paige Bueckers no TikTok
- «Paige Bueckers» (em inglês) na WNBA
- «Paige Bueckers» (em inglês) no UConn Huskies
- «Paige Bueckers» (em inglês) no USA Basketball
- «Paige Bueckers» na ESPN Brasil